# Die Verlobung (Hermann Hesse)
Die Verlobung ist der Titel einer 1908 publizierten Entwicklungsgeschichte Hermann Hesses. Erzählt wird der Reifeprozess des Weißwarenhändlers Andreas Ohngelt.

## Inhalt
Der Erzähler schaut zurück auf die Krisenzeit im Leben des 70-jährigen Andreas Ohngelt, der unberührt von den Veränderungen der neuen Zeit seinen Weißwarenladen in der Hirschengasse in Gerbersau führt. Er hat offenbar einen Weg gefunden, seine Anlagen und Bedürfnisse mit den Konventionen der Gesellschaft zu verbinden. Stets geschäftig im Laden, spricht er niemals ein Wort und überlässt die Bedienung der Kundinnen einer ledig gebliebenen Tochter und einer Verkäuferin. Es überrascht zu hören, dass dieser kleine Mann, der in der Stadt zur angesehenen, ehrwürdigen Altbürgerschaft zählt, von der er sich äußerlich nur durch eine mit Blumen und Mäandern bestickte runde Mütze unterscheidet, vor etwa 35 Jahren als der „kleine Ohngelt“ eine gewisse Berühmtheit wider Willen erlangte.
Der Einzelgänger
Andreas ist als Schüler ein wortkarger Einzelgänger. Ängstlich lässt er die Hänseleien seiner Schulkameraden ohne Gegenwehr über sich ergehen. Er meidet die Öffentlichkeit, spielt lieber zu Hause mit den Puppen und dem Kaufladen seiner älteren Schwester und hilft seiner verwitweten Mutter im Haushalt und Garten. Nach der Volksschule geht er in die Lehre im Dierlammischen Geschäft am oberen Markt und wechselt anschließend in den Weißwarenladen seiner Tante. Der schüchterne 17-Jährige hat jetzt vorwiegend Frauen zu bedienen, verliebt sich in die schönen jungen Kundinnen und möchte Eindruck auf sie machen. Er legt Wert auf gepflegtes Aussehen, sorgfältige Manieren, verneigt sich elegant und nimmt hinter der Theke eindrucksvolle Posen ein, zu denen er eine Meisterschaft im Lächeln in den verschiedenen Varianten entwickelt. Die bereits bei dem Kind vorhandene Sprachhemmung versteckt er hinter Floskeln und Schablonen wie „Schenken Sie mir die Ehre ein andermal wieder“. In seine kurzen Sätze baut er Phrasen und Füllwörter ein: danke gehorsamst, sehr angenehm, freilich wohl, gewiss, o ja, mit Verlaub allerdings, o bitte, ohne Zweifel sozusagen, aber immerhin, nichtsdestoweniger.
Brautsuche
Wegen seiner Schüchternheit hat sich bis zu seinem 30. Lebensjahr noch kein privater Kontakt mit Mädchen ergeben. Sie scheinen über sein Auftreten zu lächeln und in ihm eine komische Figur zu sehen. Eine Ausnahme ist die einige Jahre ältere Paula Kircher, das Kircherspäule genannt, die freundlich zu ihm spricht und ihn ernst nimmt. Sie ist ein einfaches, bescheidenes, tüchtiges und geachtetes Mädchen aus einer wohlhabenden Handwerkerfamilie. Zwar hat er Vertrauen zu ihr, da sie jedoch weder jung noch hübsch ist, zählt sie nicht zum Kreis seiner Traumfrauen. Seine Favoritin ist die schöne, fröhliche, etwa 20-jährige Margret Dierlamm, die Tochter seines früheren Lehrprinzipals. Zu ihr sucht er den Kontakt über seine Liebe zum Gesang. Den Anstoß für diese vorsichtige Aktivität ist die Forderung der Tante, sich eine Ehefrau zu suchen, damit sie ihm ihr Geschäft übergeben kann. Mit Hilfe seiner Mutter versucht er, seine Wunschbraut zu gewinnen. Margret ist Mitglied des Kirchengesangsvereins, und er bewirbt sich beim Dirigenten, einem greisen Schullehrer, um die Aufnahme. Er muss sein Lieblingslied „Wenn die Schwalben heimlich ziehn“ vorsingen. Der Dirigent ist von seiner Stimme nicht überzeugt und empfiehlt ihm den „Liederkranz“, doch seine Mutter handelt eine Probezeit für den Sohn heraus. Ein Choral fürs Osterfest wird eingeübt. Nach den Proben wartet er auf eine Gelegenheit, Margret auf dem Heimweg zu begleiten. Doch sie ist jeweils in jüngerer Gesellschaft. So begleitet er Paula, die ebenso wie er allein ist, nach Hause. Sie fragt ihn, warum er immer so wortkarg ist, kritisiert seine Redeformeln und rät ihm, wie mit seiner Mutter natürlich zu reden. Außerdem sagt sie ihm einige Wahrheiten: er könne gar nicht singen, und die Jüngeren machten sich über ihn lustig. Zwar fühlt sich Andreas wegen des Inhalts ihrer Kritik gedemütigt, aber ihm gefällt die gütige und wohlmeinende Art ihres Zuredens, zumal sie ihm versichert, sie meine es gut mit ihm. Er schwankt zwischen Ablehnung und gerührter Dankbarkeit. Sie spricht ihn auch auf sein Heiratsalter an und erklärt ihm, junge Mädchen möchten keine lächerlichen Liebhaber. Auch solle er nicht auf die Aufmunterung einer Frau warten, sondern selbst initiativ werden.
Der erste Vortrag des Chors findet am Karfreitag statt. Andreas stellt sich wegen seiner kleinen Gestalt auf eine Kiste, obwohl Paula kritisiert, er solle sich nicht künstlich größer machen, das wirke hochmütig. Am Ostersonntag erlauben sich die Sänger mit ihm einen Scherz. Die Kiste bricht zusammen und Andreas versinkt zwischen den Sängern und Sängerinnen. Während Margret lacht, schaut Paula ihn mitleidig und ernsthaft an.
Verlobung
Am Ostermontag macht der Kirchenchor als Abschluss der Vorführungen einen Ausflug zu einer Burgruine. Andreas nimmt seine Mutter mit, die Margrets Mutter auf die Vorzüge ihres Sohnes aufmerksam macht. Andreas schließt sich der vorauseilenden Jungmannschaft an. Im Wald erlaubt sich der große Apotheker mit ihm einen Scherz, hebt ihn zu einem Ast hoch und lässt ihn daran hängen. Er muss sich durch einen Liedervortrag loskaufen. Er singt „Gedenkst du noch der Stunden“, dann kann er sich nicht mehr halten und fällt herunter. Die Spaßvögel sind froh, dass er sich nichts gebrochen hat und entschuldigen sich bei ihm, doch er bleibt jetzt zurück und wartet auf die nachfolgenden Älteren. Nach der Kaffee-Pause im Wirtshaus eines kleinen Walddorfs eilt Margret mit der Jugend zur nahe gelegenen Burgruine, um dort zu spielen. Andreas zieht sich traurig in den Wald zurück und weint, als er die Freudenrufe der Gesellschaft hört. Paula ist ihm gefolgt und spricht ihn mit ihrer „frauenhaften Güte“ an. Er gesteht ihr, dass er nicht unter die Leute passt und ihr Hanswurst ist. Kein Mädchen möge ihn jetzt noch. Sie tröstet ihn, er könne ja aus dem Verein austreten, dann sei alles gut. Und sie achte ihn. Andreas umarmt und küsst sie spontan: „Da war der kleine Ohngelt verlobt.“

## Biographische Bezüge
Nach Zeller sind alle Werke Hesses „Fragmente eines großen Selbstporträts“ Auch in der „Verlobung“ kann man autobiographische Bezüge entdecken: Handlungsort ist „Gerbersau“, der Codename für Hesses Geburtsort Calw. Wie in vielen der frühen Erzählungen spielt sich die Entwicklung der Hauptfigur in der dem Autor aus seiner Ausbildungszeit her bekannten Welt der Handwerker, Lehrlinge und Fabrikarbeiter ab. Vor diesem Hintergrund gestaltet Hesse „das große Thema fast aller Schriften“: „die ungehinderte Verwirklichung der jedermann eigenen und doch in jedem Einzelfall anders gearteten Individualität.“ Dieser Weg wird durch viele Hindernisse erschwert: „die Konvention, die Forderung von Familie Staat, Gemeinschaft“, die „Unterdrückung der eigenen Anlagen aus Furcht vor dem Risiko“. Die Selbstfindung der Protagonisten geschieht durch die „Bestärkung des Individuellen gegen die […] Gleichschaltung“, und durch den „Kampf gegen die Monotonisierung zugunsten der Vielfalt der Welt“. Entwicklungshilfe leistet Andreas die ältere und reifere Freundin und Vertraute Paula. Auch in diesem Punkt kann man einen biographischen Bezug erkennen: Hesses erste Frau Mia Hesse-Bernoulli war neun Jahre älter als er. In ihrer Gaienhofener Zeit erschien 1908 die „Verlobung“ und zwei Jahre später der Roman „Getrud“ (1910): Wie Andreas ist der Violinist Kuhn körperlich benachteiligt und äußerst sensibel. In seiner seelischen Konfliktlage hat er Selbstzweifel, fühlt sich einsam, unverstanden und ausgestoßen und steht im Gegensatz zu konventionellen Lebensvorstellungen. Seine Sehnsucht nach Liebe wird nicht erfüllt und er hat Angst, nur Mitleid zu erregen. Am Ende lebt er mit Gertrud in liebevoller Freundschaft zusammen.

## Hesses Kindheitserzählungen
Fiktive und biographisch verankerte Kindheitserinnerungen durchziehen Hesses Werk als selbständige Erzählungen oder Romanepisoden von Anfang an: Von „Aus Kinderzeiten“ (1903 entstanden) bis „Kaminfegerchen“ (1953 entstanden). Schwerpunkte der Schilderungen sind: Verfehlungen und Schuldgefühle („Nachtpfauenauge“ und „Kinderseele“, 1911 bzw. 1919 entstanden), Mobbing und Isolation („Die Verlobung“ und „Demian“, 1908 publiziert bzw. 1917 entstanden), Freundschaft mit einem reiferen Schüler („Demian“), Druck des Schulsystems („Unterm Rad“ und „Unterbrochene Schulstunde“, 1906 veröffentlicht bzw. 1948 entstanden), Krankheit und Tod eines Freundes („Aus Kinderzeiten“), soziale Unterschiede und die zwei Welten der Lateinschüler und Volksschüler („Demian“, „Unterbrochene Schulstunde“, „Kinderseele“ und „Peter Camenzind“, 1904 publiziert), Auseinandersetzung mit der mächtigen Vaterfigur („Kinderseele“), Versunkenheit in die eigene Erlebniswelt („Kaminfegerchen“).

## Literarische Einordnung
Hesse greift in der „Verlobung“ das für die Zeit der Romantik (z. B. Jean Paul) und des Biedermeier typische Motiv des Sonderlings auf und zeichnet, in traditioneller Erzählweise auf die Jugend Andreas Ohngelts zurückblickend, mit satirischer Überhöhung ein liebevoll spöttisches Bild des schüchternen, gehemmten Einzelgängers. Diese Charakterstudie verbindet der Autor mit seiner eigenen Persönlichkeitsentwicklung zur Entstehungszeit der Erzählung, mit der Suche nach einem Weg, die eigenen Anlagen und Bedürfnisse in einer einfachen natürlichen Lebensweise im Rahmen der Gesellschaft zu verwirklichen. Wie in Stifters oder Wilhelm Raabes Novellen von kauzigen Sonderlingen versöhnt eine pragmatische Frau den Protagonisten mit der Wirklichkeit.